# آلکسی بالابانوف
آلکسی اوکتیابرینوویچ بالابانوف (به روسی: Алексей Октябринович Балабанов) ‏(زاده ۲۵ فوریه ۱۹۵۹ – ۱۸ مه ۲۰۱۳) کارگردان و فیلم‌نامه‌نویس سرشناس روسی بود. برجسته‌ترین فیلم او برادر (۱۹۹۷) نام دارد که عمده شهرت جهانی‌اش را به خاطر کارگردانی همین فیلم به‌دست آورد. دیگر فیلم بالابانوف که مورد توجه صاحب‌نظران قرار گرفته است، کارگو ۲۰۰ (۲۰۰۷) نام دارد.

## زندگینامه
بالابانوف در یکاترینبورگ به دنیا آمد. او در سال ۱۹۸۱ از دانشگاه تربیت معلم گورکی فارغ‌التحصیل شد. او از سال ۱۹۸۳ تا ۱۹۸۷ به‌عنوان دستیار کارگردان در استودیوی فیلم‌سازی اسوِردلووسک مشغول به‌کار بود. در سال ۱۹۹۰، دوره آموزش تجربی نویسندگی سینما را در آموزشگاه عالی فیلمنامه‌نویسان و کارگردانان به پایان رساند. بالابانوف نخستین فیلم بلند خود را با نام روزهای شاد (Schastlivye dni) در سال ۱۹۹۱ بر اساس فیلمنامه‌ای که خودش نوشته بود کارگردانی کرد. بالابانوف در ۱۸ مه ۲۰۱۳ به دلیل حمله قلبی درگذشت. از وی، همسرش، نادژدا واسیلیوا، طراح صحنه و لباس، و دو فرزند پسر به جا مانده‌اند. او هنگام مرگ در حال برنامه‌ریزی برای ساخت فیلمی در مورد استالین، به عنوان پدرخوانده جنایتکاران بود.

## فیلم‌شناسی
- مرفین (۲۰۰۸)
- کارگو ۲۰۰ (۲۰۰۷)
- ژمورکی (۲۰۰۵)
- دردناک نیست (۲۰۰۶)
- ووینا (۲۰۰۲)
- برادر ۲ (۲۰۰۰)
- از هوس‌ها و مردان (۱۹۹۸)
- برادر (۱۹۹۷)
- آمدن یک قطار (۱۹۹۵)
- زاموک (قلعه) (۱۹۹۴)
- روزهای شاد (۱۹۹۱)
- از تاریخ هواایستایی در روسیه (۱۹۹۰)
- یگور و ناستیا (۱۹۸۹)